# Koływań (Kraj Ałtajski)
Koływań (ros. Колывань) – wieś w Rosji, na Syberii w górach Ałtaju. Oddalona 33 km od Zmieinogorska i 80 km od najbliższej stacji kolejowej w Pospielisze. Według danych z 1998 r. liczy 1600 mieszkańców.

## Historia
Miejscowość została założona przez Akinfija Diemidowa w 1727 r. wraz z powstaniem huty metali szlachetnych, która była tam do 1799 r. W 1787 r. przy hucie powstała szlifiernia kamieni (jaspisu, porfiru), która szybko zyskiwała sławę i jej wyrobami ozdabiane były dwory i pałace.
W 1883 Koływań na niedługo otrzymała prawa miejskie, bo utraciła je po 1917. Obecnie od 1992 posiada status wsi.